# Stickney Township (comté de Cook, Illinois)
Stickney Township est un township du comté de Cook dans l'Illinois, aux États-Unis,. 